# SY Возничего
SY Возничего (лат. SY Aurigae), HD 277622 — одиночная переменная звезда в созвездии Возничего на расстоянии (вычисленном из значения параллакса) приблизительно 10410 световых лет (около 3192 парсеков) от Солнца. Видимая звёздная величина звезды — от +9,4m до +8,74m.

## Характеристики
SY Возничего — жёлто-белая пульсирующая переменная звезда, классическая цефеида (DCEP) спектрального класса F5-F8. Радиус — около 83,87 солнечных, светимость — около 3005,689 солнечных. Эффективная температура — около 4667 К.